# Aoikan

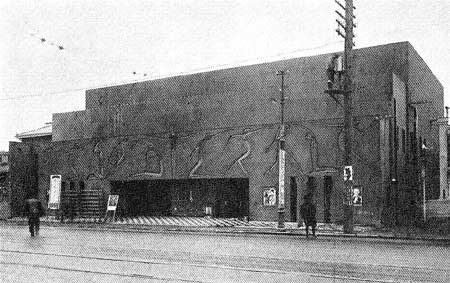
L'Aoikan en 1924.

L'Aoikan (葵館) est une ancienne salle de cinéma située dans le quartier Tameike de l'arrondissement d'Akasaka à Tokyo. Elle existe depuis le milieu des années 1910 comme cinéma de qualité pour films étrangers, avec des benshi tels que Musei Tokugawa. Après le séisme de 1923 de Kantō, elle ouvre de nouveau ses portes en octobre 1924 avec un tout nouveau design moderne créé par d'éminents artistes avant-gardistes. Seisaku Yoshikawa est responsable de la conception architecturale, Yasuji Ogishima réalise les reliefs sculptés sur la façade du bâtiment, et Tomoyoshi Murayama conçoit les décorations intérieures,. Murayama dessine également les illustrations de couverture pour les brochures de la salle dans les premières années. Les spécialistes du cinéma tels que Kenji Iwamoto ont noté l'importance de ce théâtre dans la modernité cinématographique japonaise des années 1920 et 1930.